# Contea di Miami (Kansas)
La contea di Miami in inglese Miami County è una contea dello Stato del Kansas, negli Stati Uniti. La popolazione al censimento del 2000 era di 28 351 abitanti. Il capoluogo di contea è Paola
http://yakuzda.tumblr.com/ Archiviato il 3 gennaio 2020 in Internet Archive.